# 黒い空間
『黒い空間』（くろいくうかん）は、1994年12月21日に発表された、浅川マキの通算27枚目のアルバム（ライブ・アルバム）である。

## 解説
- 新録「ワルツに抱かれて」「Love Time」を含む全10曲[1]。
- 1992年12月の池袋・文芸坐ル・ピリエでの大晦日公演[1]より8曲、それに1994年に新レコーディングされた2曲＋語りを収録。
- Track1は『DARKNESS II』、Track10,12は『DARKNESS IV』にもそれぞれ収録されている。

## 収録曲
1. ワルツに抱かれて（1994年新録）
作詩[2]：浅川マキ／作曲：山内テツ、本多俊之、浅川マキ
  - 初出[3]は『SOME YEARS PARST』（1985年）。
2. 語り （前半）
3. ロンサム・ロード
作詩・作曲：Gene Austin, Nathaniel Shilkret／日本語詩：浅川マキ
  - 初出は『裏窓』（1973年）。
4. あなたに
作詩・作曲：浅川マキ
  - 初出は『流れを渡る』（1977年）。
5. 貧乏な暮し
作詩・作曲：浅川マキ
  - 初出は『マイ・マン』（1982年）。
6. マイ・マン
作詩・作曲：A.Willemetz, J.Charles, M.Yvain／日本語詩：浅川マキ
  - 初出は『マイ・マン』（1982年）。
7. 炎の向こうに
作詩：浅川マキ／作曲：本多俊之
  - 初出は『幻の男たち』（1983年）。
8. 暗い日曜日
作詩：Laszlo Javor／作曲：Rezso Seress／日本語詩：浅川マキ
  - 初出は『寂しい日々』（1978年）。
9. 都会に雨が降る頃
作詩：浅川マキ／作曲：山下洋輔
  - 初出は『ONE』（1980年）。
10. あの人は行った
作詩・作曲：浅川マキ
  - 初出は『流れを渡る』（1977年）。
11. 語り（後半）
12. Love Time（1994年新録）
作詩：浅川マキ／作曲：Bobby Watson
  - 初出は『Nothing at all to lose』（1988年）。
  - 新録音では英語詩の男性Vocalパートが省略されている。

## 演奏者
- 浅川マキ：Vocals

（文芸坐 ル・ピリエ／ライブ1992）
- 植松孝夫：Tenor Sax
- 渋谷毅：Piano, Organ
- 川端民生：Bass
- セシル・モンロー：Drums

（1994年レコーディング）
- Bobby Watson：Bass
- Gemi Taylor：Guitar
- Keith R.Haines：Keyboard
- David C.Brown：Drums

## レコーディング・スタッフ
（文芸坐 ル・ピリエ／ライブ1992）
- 水江英俊(CLOCK WISE)、越原由美(CLOCK WISE)、斉藤哲(CLOCK WISE)：Recording Engineer
- 柴田徹：Mixing Engineer
- 石崎優：Engineer
- 富沢一英：Assistant
- 木下孝：Mastering Engineer
- 木下孝、柴田徹：P.A
- 関根有紀子：Lightning
- 小林ふさ子：Costume

（1994年レコーディング）
- 諸鍛治辰也：Recording Engineer
- 吉野金次：Mixing Engineer
- 野口雅広：Assistant
- 相川洋一：Mastering Engineer
- 諏訪純宗、浜田明子：文芸坐 ル・ピリエStuff

- 柴田徹、高松廣興、堀井豊二：せなまる舎
- 水谷淳一：A&R Director
- 加茂啓太郎：Promotion
- 小林壮一：Sales Promotion
- 中曽根純也：Executive Producer
- 永石勝：Art Director
- 隆俊作：Designer
- 西浦清、市川幸雄、田村玲央奈：Photographer
- 小島みどり：Editor

## レコーディング
- 文芸坐ル・ピリエ (1992年12月31日)
- BS&T Studio (1994年8月)

## Special Thanks To
- 近藤智洋
- 山崎幹夫
- 寧麿
- 持田昇一
- 西村芳久
- 関口芳雄